# Rossini in Wildbad

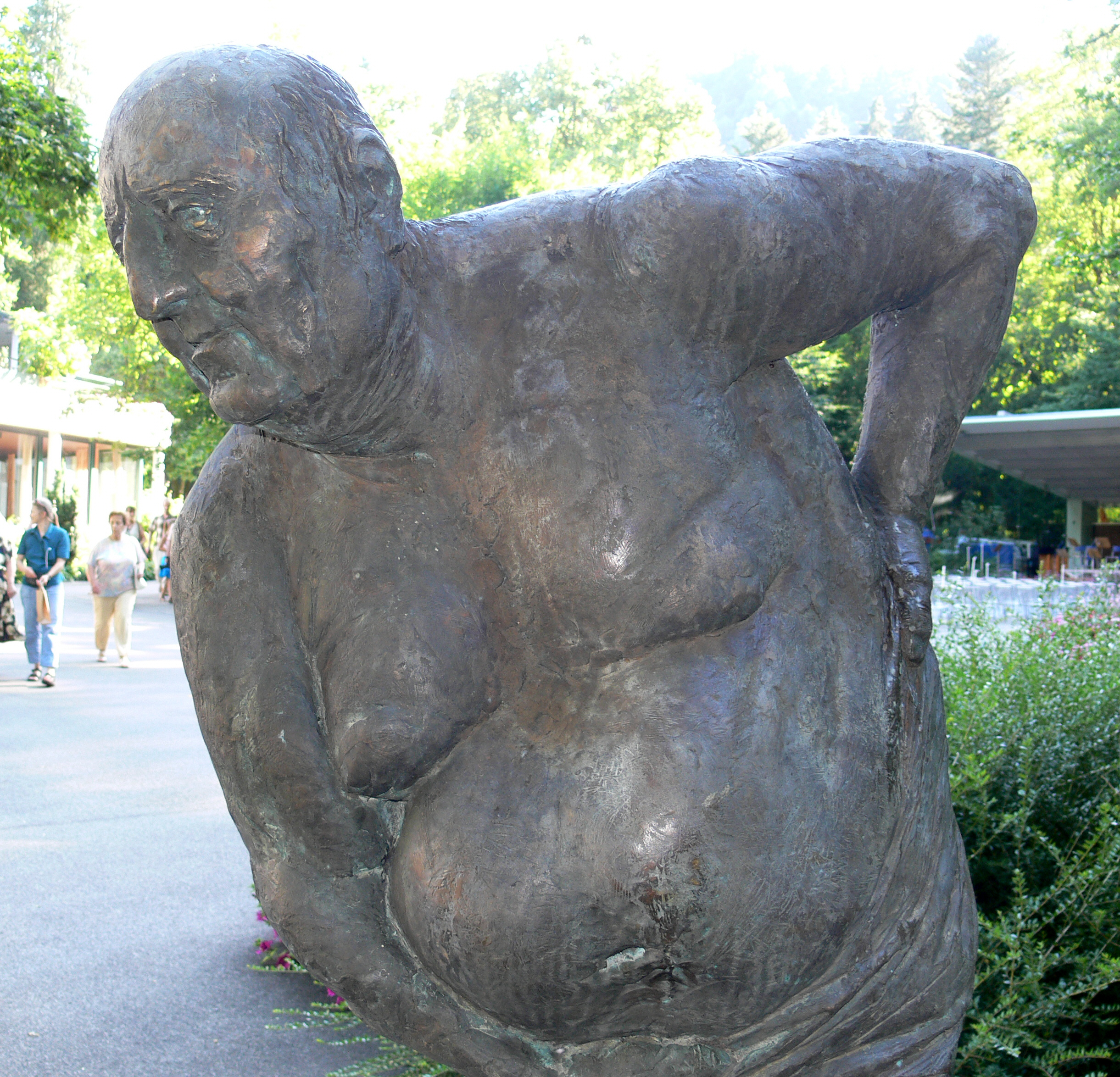
La statua di Rossini opera dello scultore Karl-Henning Seemann situata nel centro della cittadina tedesca

Rossini in Wildbad (Belcanto Opera Festival) è un festival di musica lirica che si tiene in estate a Bad Wildbad, in Germania, nella Foresta Nera . Il festival è dedicato al compositore Gioachino Rossini che nel 1856 ha trascorso un periodo di riposo nella località termale di Wildbad. Il Festival si propone di eseguire e registrare non solo le opere del pesarese, ma anche quelle di importanti compositori del Belcanto come Saverio Mercadante, Nicola Vaccaj o Johann Simon Mayr. Il festival ha ospitato tante prime mondiali di importanti compositori come Karlheinz Stockhausen, Maurizio Kagel, Dieter Schnebel, Marco Taralli, Francesco Carluccio e soprattutto Wolfgang Rihm.

## Storia
Il festival, che si svolge ogni anno nel mese di giugno e luglio (le prime edizioni in agosto), è stato fondato nel 1989 su iniziativa dell'associazione culturale Förderverein Kurtheater e.V. col direttore artistico Wilhelm Keitel in collaborazione con Rüdiger Kruger, primo direttore generale. Dal 1992 è guidato dal regista tedesco Jochen Schönleber, sovrintendente e direttore artistico, mentre Antonino Fogliani ricopre il ruolo di direttore musicale dal 2011.
Numerose produzioni del festival sono state pubblicate dalle etichette discografiche Naxos, Bongiovanni e Hänssler.

## Stagioni
| Anno | Compositore                           | Opera                                 | Note                                           | Direttore d'orchestra              |
| ---- | ------------------------------------- | ------------------------------------- | ---------------------------------------------- | ---------------------------------- |
| 2021 | Gioachino Rossini                     | Elisabetta regina d’Inghilterra       |                                                | Antonino Fogliani                  |
| 2021 | Franz Joseph Haydn                    | La Creazione                          |                                                | Luciano Acocella                   |
| 2021 | Gioachino Rossini                     | La scala di seta                      |                                                | José Miguel Pérez-Sierra           |
| 2021 | Daniel-François-Esprit Auber          | Le philtre                            |                                                | Luciano Acocella                   |
| 2021 | Manuel García                         | I tre Gobbi                           |                                                | Paolo Raffo                        |
| 2020 | Manuel García                         | L’isola disabitata                    |                                                | Andrés Jesús Gallucci              |
| 2020 | Daniel Auber                          | Le Philtre                            | Evento cancellato per emergenza COVID          | Luciano Acocella                   |
| 2020 | Manuel Garcia                         | L'isola disabitata                    | Evento cancellato per emergenza COVID          |                                    |
| 2020 | Gioachino Rossini                     | La scala di seta                      | Evento cancellato per emergenza COVID          | José Miguel Pérez Sierra           |
| 2020 | Gioachino Rossini                     | Elisabetta, regina d'Inghilterra      | Evento cancellato per emergenza COVID          | Antonino Fogliani                  |
| 2020 | Franz Joseph Haydn                    | La Creazione                          | Evento cancellato per emergenza COVID          | Antonino Fogliani                  |
| 2019 | Giacomo Mayerbeer                     | Romilda e Costanza                    |                                                | Luciano Acocella                   |
| 2019 | Gioachino Rossini                     | Matilde di Shabran                    |                                                | José Miguel Pérez Sierra           |
| 2019 | Gioachino Rossini                     | Tancredi                              |                                                | Antonino Fogliani                  |
| 2019 | Johann Simon Mayer                    | L'accademia di musica                 |                                                | Nicola Pascoli                     |
| 2018 | Gioachino Rossini                     | L'equivoco stravagante                |                                                | José Miguel Pérez Sierra           |
| 2018 | Gioachino Rossini                     | La cambiale di matrimonio             |                                                | Jacopo Brusa                       |
| 2018 | Gioachino Rossini                     | Moïse et Pharaon                      | versione concertante                           | Fabrizio Maria Carminati           |
| 2018 | Gioachino Rossini                     | Zelmira                               | versione concertante                           | Gianluigi Gelmetti                 |
| 2018 | Francesco Carluccio                   | Caïn                                  | Prima esecuzione assoluta                      | Antonino Fogliani                  |
| 2018 | Gioachino Rossini                     | Le nozze di Teti e di Peleo           | versione concertante                           | Pietro Rizzo                       |
| 2017 | Gioachino Rossini                     | L'occasione fa il ladro               |                                                | Antonino Fogliani                  |
| 2017 | Manuel García                         | Le cinesi                             |                                                | Michele d'Elia                     |
| 2017 | Gioachino Rossini                     | Aureliano in Palmira                  | versione concertante                           | José Miguel Pérez Sierra           |
| 2017 | Gioachino Rossini                     | Maometto secondo                      |                                                | Antonino Fogliani                  |
| 2017 | Gioachino Rossini                     | Eduardo e Cristina                    | versione concertante                           | Gianluigi Gelmetti                 |
| 2016 | Gioachino Rossini                     | Le Comte Ory                          |                                                | Luciano Acocella                   |
| 2016 | Giuseppe Balducci                     | Il conte di Marsico                   |                                                | Achille Lampo                      |
| 2016 | Vincenzo Bellini                      | Bianca e Gernando                     | versione concertante                           | Antonino Fogliani                  |
| 2016 | Gioachino Rossini                     | Sigismondo                            |                                                | Antonino Fogliani                  |
| 2016 | Gioachino Rossini                     | Demetrio e Polibio                    |                                                | Luciano Acocella                   |
| 2015 | Gioachino Rossini                     | L'inganno felice                      |                                                | Antonino Fogliani                  |
| 2015 | Manuel García                         | Le cinesi                             |                                                | Michele d'Elia                     |
| 2015 | Gioachino Rossini                     | Bianca e Falliero                     |                                                | Antonino Fogliani                  |
| 2015 | Gioachino Rossini                     | L'italiana in Algeri                  | versione concertante                           | José Miguel Pérez Sierra           |
| 2015 | Peter Joseph von Lindpaintner         | Il vespro siciliano                   | versione concertante                           | Federico Longo                     |
| 2014 | Gioachino Rossini                     | Il viaggio a Reims                    | versione concertante                           | Antonino Fogliani                  |
| 2014 | Gioachino Rossini                     | Il viaggio a Reims                    |                                                | Antonino Fogliani                  |
| 2014 | Gioachino Rossini                     | Adelaide di Borgogna                  |                                                | Luciano Acocella                   |
| 2014 | Francesco Morlacchi                   | Tebaldo e Isolina                     | versione concertante                           | Antonino Fogliani                  |
| 2013 | Gioachino Rossini                     | Guillaume Tell                        |                                                | Antonino Fogliani                  |
| 2013 | Adolphe-Charles Adam                  | Le Chalet                             |                                                | Federico Longo                     |
| 2013 | Gioachino Rossini                     | Ricciardo e Zoraide                   | versione concertante                           | José Miguel Pérez Sierra           |
| 2012 | Saverio Mercadante                    | I briganti                            |                                                | Antonino Fogliani                  |
| 2012 | Gioachino Rossini                     | Adina ossia Il Califfo di Bagdad      |                                                | Antonino Fogliani, Marco Alibrando |
| 2012 | Gioachino Rossini                     | Semiramide                            | versione concertante                           | Antonino Fogliani                  |
| 2011 | Giuseppe Balducci                     | Il noce di Benevento                  |                                                | Eliseo Castrignanò                 |
| 2011 | Stefano Pavesi                        | Ser Marcantonio                       |                                                | Massimo Spadano                    |
| 2011 | Gioachino Rossini - Giovanni Tadolini | Stabat Mater                          | versione 1833 orchestrata da Antonino Fogliani | Antonino Fogliani                  |
| 2011 | Gioachino Rossini                     | Giovanna d'Arco                       | versione orchestrale di Marco Taralli          | Antonino Fogliani                  |
| 2011 | Gioachino Rossini                     | Il turco in Italia                    |                                                | Antonino Fogliani                  |
| 2010 | Pietro Generali                       | Adelina                               |                                                | Giovanni Battista Rigon            |
| 2010 | Gioachino Rossini                     | La cenerentola                        |                                                | Antonino Fogliani                  |
| 2010 | Gioachino Rossini                     | L'assedio di Corinto                  | versione concertante                           | Jean-Luc Tingaud                   |
| 2009 | Gioachino Rossini                     | Il signor Bruschino                   |                                                | Antonino Fogliani                  |
| 2009 | Gioachino Rossini                     | La gazza ladra                        |                                                | Alberto Zedda, Ryuichiro Sonoda    |
| 2009 | Nicola Vaccaj                         | La sposa di Messina                   | versione concertante                           | Antonino Fogliani                  |
| 2008 | Giovanni Pacini                       | Il convitato di pietra                |                                                | Daniele Ferrari                    |
| 2008 | Wolfgang Rihm                         | KOLONOS                               | Premiere mondiale. Versione concertante        | Antonino Fogliani                  |
| 2008 | Gioachino Rossini                     | Edipo a Colono                        | versione concertante                           | Antonino Fogliani                  |
| 2008 | Gioachino Rossini                     | L'italiana in Algeri                  | versione concertante                           | Alberto Zedda                      |
| 2008 | Gioachino Rossini                     | Otello ossia Il moro di Venezia       |                                                | Antonino Fogliani                  |
| 2007 | Giuseppe Balducci                     | Boabdil, re di Granata                |                                                | Michele d'Elia                     |
| 2007 | Gioachino Rossini                     | La gazzetta                           |                                                | Christopher Franklin               |
| 2007 | Gioachino Rossini                     | La scala di seta                      |                                                | Antonino Fogliani                  |
| 2007 | Saverio Mercadante                    | Don Chisciotte alle nozze di Gamaccio | versione concertante                           | Antonino Fogliani                  |
| 2006 | Michele Carafa                        | I due Figaro                          |                                                | Brad Cohen                         |
| 2006 | Giuseppe Balducci                     | I gelosi                              |                                                | Michele d'Elia                     |
| 2006 | Gioachino Rossini                     | La cambiale di matrimonio             |                                                | Christopher Franklin               |
| 2006 | Gioachino Rossini                     | La donna del lago                     |                                                | Alberto Zedda                      |
| 2006 | Gioachino Rossini                     | Mosè in Egitto                        |                                                | Antonino Fogliani                  |
| 2005 | Giacomo Meyerbeer                     | Semiramide riconosciuta               |                                                | Richard Bonynge                    |
| 2005 | Gioachino Rossini                     | L’inganno felice                      |                                                | Alberto Zedda                      |
| 2005 | Gioachino Rossini                     | L’occasione fa il ladro               |                                                | Antonino Fogliani                  |
| 2004 | Johann Simon Mayr                     | L'amor coniugale                      |                                                | Christopher Franklin               |
| 2004 | Gioachino Rossini                     | La Cenerentola                        | versione concertante                           | Alberto Zedda                      |
| 2004 | Gioachino Rossini                     | Ciro in Babilonia                     |                                                | Antonino Fogliani                  |
| 2004 | Gioachino Rossini                     | Il barbiere di Siviglia               | versione concertante                           | Alessandro De Marchi               |
| 2003 | Gioachino Rossini                     | Torvaldo e Dorliska                   |                                                | Alessandro De Marchi               |
| 2003 | Johann Simon Mayr                     | L'accademia di musica                 |                                                | Gabriele Bellini                   |
| 2003 | Luigi Mosca                           | L'italiana in Algeri                  |                                                | Brad Cohen                         |
| 2002 | Peter Winter                          | Maometto                              |                                                | Brad Cohen                         |
| 2002 | Gioachino Rossini                     | Maometto secondo                      |                                                | Brad Cohen                         |
| 2002 | Gioachino Rossini                     | Il Conte Ory                          |                                                | Brad Cohen                         |
| 2001 | Gioachino Rossini                     | La pietra del paragone                |                                                | Alessandro De Marchi               |
| 2001 | Johann Simon Mayr                     | Verter                                |                                                | Paul Terracini                     |
| 2000 | Gioachino Rossini                     | L’equivoco stravagante                |                                                | Alberto Zedda                      |
| 1999 | Gioachino Rossini                     | Elisabetta, regina d'Inghilterra      |                                                | Herbert Handt                      |
| 1998 | Gioachino Rossini                     | Matilde di Shabran                    |                                                | Francesco Corti                    |
| 1997 | Gioachino Rossini                     | Eduardo e Cristina                    |                                                | Francesco Corti                    |
| 1996 | Gioachino Rossini                     | Aureliano in Palmira                  |                                                | Francesco Corti                    |
| 1995 | Gioachino Rossini                     | Sigismondo                            |                                                | Marc Andreae                       |
| 1994 | Gioachino Rossini                     | Le Nozze di Teti e di Peleo           | cantata scenica                                | Marc Andreae                       |
| 1993 | Gioachino Rossini                     | L’equivoco stravagante                |                                                | Rüdiger Bohn                       |
| 1992 | Gioachino Rossini                     | Edipo a Colono                        |                                                | Carmen Maria Cârneci               |
| 1991 | Gioachino Rossini                     | Semiramide                            |                                                | Wilhelm Keitel                     |
| 1990 | Gioachino Rossini                     | L’occasione fa il ladro               |                                                | Wilhelm Keitel                     |
| 1989 | Gioachino Rossini                     | La scala di seta                      |                                                | Wilhelm Keitel                     |